# Valerio Nati
Valerio Nati (* 11. April 1956 in Dovadola, Italien) ist ein ehemaliger italienischer Boxer im Superbantamgewicht. 

## Profi
Am 7. April im Jahre 1978 gab er erfolgreich sein Profidebüt. Am 9. Dezember des Jahres 1989 wurde er Weltmeister der WBO, als er Kenny Mitchell durch Disqualifikation in Runde 4 schlug. Diesen Gürtel verlor er allerdings bereits in seiner ersten Titelverteidigung im Mai des darauffolgenden Jahres an Orlando Fernandez durch Knockout.
Am 17. August des darauffolgenden Jahres bestritt er gegen Esteban Perez Quinones seinen letzten Kampf, welchen er vorzeitig für sich entscheiden konnte.